# 南康府

南康府在江西省的位置（1820年）

南康府，元朝末年朱元璋政权设置的府，府治在今江西省庐山市南康镇。
元朝称之为南康路，隶属江西行省。元朝末年，朱元璋政权设立为西宁府，此后改南康府。明朝时，南康府下辖四个县。清朝时，评价：冲。下辖四县：星子县、都昌县、建昌县、安义县。辛亥革命后，全国废府，故废。

## 延伸阅读
[在维基数据编辑]
 《欽定古今圖書集成·方輿彙編·職方典·南康府部》，出自陈梦雷《古今圖書集成》